# اوکلند (کالیفرنیا)

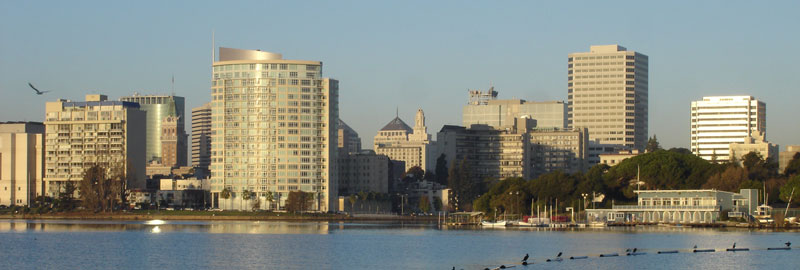

اوکلند (به انگلیسی: Oakland)، هشتمین شهر بزرگ ایالت کالیفرنیا و ۴۴مین شهر بزرگ کشور آمریکا است.
این شهر در شمال سیلیکن ولی و در شرق خلیج سن فرانسیسکو واقع است. تیم گلدن استیت واریرز از این شهر است.
در سال ۲۰۰۶ جمعیت این شهر بیش از ۴۱۵۴۹۲ تخمین زده شد.